# Cascatinha (Petrópolis)
Cascatinha é um dos cinco distritos de Petrópolis, município do estado do Rio de Janeiro.
Tinha 56.937 habitantes em 1991. Em 2010 já eram mais de 67 mil moradores (22% da cidade de Petrópolis) distribuídos por 274 km2, o que o torna o segundo distrito mais populoso (atrás apenas da sede municipal).

## História
O vilarejo nasceu às margens da estrada que ligava o Rio de Janeiro a Minas Gerais (o "Caminho Novo"). Seu núcleo foi a antiga fazenda Itamarati, estabelecida já no início do século XVIII. Quando o imperador Pedro II  decretou a construção de Petrópolis, o então povoado de Cascatinha já existia havia mais de um século. 
A Companhia Petropolitana de Tecidos, instituída por decreto imperial de 17 de setembro de 1873, atraiu várias famílias de imigrantes italianos. Segundo arquivos de 1906, a fábrica tinha, nessa época, cerca de 1100 operários, quase todos de origem italiana. 
A construção da fábrica, ao longo dos anos, sofreu inúmeras modificações, não restando muito o que ver, salvo algumas partes do trabalho de cantaria do alicerce à margem do Rio Piabanha.
A antiga fábrica possui até hoje, embora desativado, um curto ramal ferroviário que a ligava a antiga estação de trens do bairro e distrito, pertencente à Linha do Norte da Estrada de Ferro Leopoldina e que era utilizada para o escoamento de seus tecidos e produtos. O curto ramal ainda conta com seus trilhos, porém a linha da Leopoldina foi extinta nos anos 1960, cujo leito da antiga estação ferroviária (hoje um ponto turístico) deu lugar a uma avenida asfaltada. A vila ferroviária do distrito, situada em frente ao prédio da antiga estação, felizmente ainda permanece no mesmo local. 
O nome do distrito é alusão a uma cachoeira, uma pequena cascata, que localiza-se ao lado da Companhia Petropolitana. 